# Самоквасов Дмитро Якович
Дмитро́ Я́кович Самоква́сов (*15 (27) травня 1843, Стахорщина, Новгород-Сіверський повіт — †5 (18) серпня 1911, Москва) — археолог та історик права, родом із Новгород-Сіверщини; професор російського права Варшавського і Московського університетів. Керівник московського архіву Міністерства юстиції (1892—1911). Самоквасов здійснював розкопки археологічних пам'яток у Російській Імперії, в тому числі й в Україні.

## Життєпис
Народився на хуторі Стахорщина (нині село Новгород-Сіверського району) у дворянській родині. Середню освіту здобув у Новгород-Сіверській гімназії, вищу — на юридичному факультеті Санкт-Петербурзького університету (закінчив 1868 року).
Залишився на кафедрі російського права для підготовки до здобуття звання магістра права.
1873 року стає професором права Варшавського університету, 1877 року стає секретарем, а 1887 року — деканом юридичного факультету.
1892 року переїздить до Москви, стає екстраординарним професором Московського університету, а 1900 року — заслуженим ординарним професором.
За політичними поглядами Дмитро Самоквасов був монархистом, пов'язаним з  «черносотенною» организацією "Союзом русского народа"..
Помер і похований у Москві.

## Наукова діяльність
З 1872 року Дмитро Самоквасов проводив археологічні розкопки в Україні, Польщі та Бессарабії.
Одним із найвизначніших розкопок стали дослідження курганів у Чернігові, зокрема кургану Чорна могила.
Був учасником III Археологічного з'їзду в м. Києві (1874 р.), VI Археологічного з'їзду в м. Одесі (1882 р.), IX Археологічного з'їзду в м. Вільно (1893 р.); XIV Археологічного з'їзду в м. Чернігові (1908 р.).
1908 року під час з'їзду у Чернігові також здійснював розкопки. Розкопки з території України (Чернігів, Вишгород, Гатне, Київ (Китаїв). 
Власну колекцію археологічних пам'яток в 1891 році передав Історичному музею (Москва).

## Праці
- «Давні міста Росії» (1873),
- «Сіверські кургани» (1874),
- «Інструкція для опису городищ, курганів, печер і для здійснення розкопок курганів» (1878),
- «Могильні старожитності Олександрівського повіту Катеринославської губернії» (1886),
- «Сіверські кургани та їхнє значення для історії» (1893),
- «Курс історії російського права» (1902),
- «Архівна справа в Росії» (1902),
- «Програма курсу лекцій з руської археології» (1907),
- «Сіверянська земля і сіверяни за городищами і могилами» (1908),
- «Могили Руської землі» (1908),
- «Могильні старожитності Сіверянської Чернігівщини» (вид.1916),
- «Розкопки сіверянських курганів у Чернігові» (вид.1916).